# Laurel und Hardy: Sugar Daddies
Sugar Daddies ist eine US-amerikanische Stummfilmkomödie aus dem Jahre 1927 mit dem späteren Komiker-Duo Laurel und Hardy in den Nebenrollen. Der Film erlebte seine Uraufführung am 10. September 1927 und war höchstwahrscheinlich der erste Film mit Laurel und Hardy, der noch vor dem Zweiten Weltkrieg nach Deutschland gelangte. Ein sogenannter “Sugar Daddy” ist ein beschönigender Begriff für Männer, die eine in der Regel sexuelle, längerfristige Beziehung zu deutlich jüngeren Partnern haben, welche dafür eine materielle Gegenleistung erhalten.

## Handlung
Der steinreiche Cyrus Brittle erwacht eines Morgens und wird von seinem Butler von negativen Neuigkeiten unterrichtet. Nach der Angabe einer Dame ist diese seit letzter Nacht Cyrus Brittles Ehefrau, die mit ihm ihrer Information zur Folge im Zirkus in einem Löwenkäfig vermählt wurde. Da sich Mr. Brittle an nichts erinnern kann, hofft er auf eine friedliche Aussprache mit der angeblichen Mrs. Bittle. Doch diese will aus diesem Zug großes Kapital schlagen und von Cyrus 50.000 $ erpressen, andernfalls würde sie zum Standesamt gehen. Nachdem alle Aussprache nichts bringt, rät Mr. Brittles Anwalt ihm, vor Mrs. Brittle und deren gewalttätigen Bruder zu flüchten, was sie sofort tun. Allerdings werden sie von ihren Verfolgern schnell in ihrem Hotel am Strand aufgespürt, was eine wilde Verfolgungsjagd nach sich zieht, die sich vom Hotel über die öffentlichen Straßen bis zu einem Vergnügungspark zieht, wo sämtliche Benutzer einer Rutsche am Ende des Films im Auffangbereich festsitzen.

## Hintergrund und Trivia
Sugar Daddies wurde im Mai und Juni 1927 in Culver City in den Hal Roach Studios gedreht, einige Szenen auch in Long Beach im Los Angeles County.
In Deutschland wurde die Filmprüfstelle Berlin damit beauftragt, die Altersbeschränkung für den Film festzulegen. Offensichtlich aufgrund der heiklen Themen Erpressung und frühere Liebesbeziehungen wurde Sugar Daddies für nicht jugendfrei befunden. Die deutsche Erstaufführung erfolgte am 27. September 1927 unter dem Titel „Die Braut aus der Bar“. Weitere Titel des Films im deutschen Fernsehen waren „Eine schöne Bescherung“ (1965), „Zwischen Bestien und Banditen“ (1970), „Lustgreise“ (1974), sowie „Der Millionär unter dem Rock“ (1975).